# Nokia N82
Nokia N82 — смартфон фирмы Nokia, построенный на основе Series 60 3rd Edition, поддерживающий сети третьего поколения (3G). Nokia N82 работает под управлением операционной системы Symbian 9.2. В данной модели реализована «горячая замена» карт памяти, формат карт — microSD, максимальный объём карты памяти — 16 гигабайт. Корпус выполнен из пластмассы.

## Особенности
С момента выхода, осенью 2007, аппарат позиционировался, как фотографический флагман компании Nokia. Отличаясь от Nokia N95 8GB, кроме форм-фактора моноблок, иным модулем камеры и ксеноновой вспышкой. Хотя оба смартфона практически идентичны аппаратной частью. Кроме того, смартфон имеет отличные мультимедиа-характеристики и высокую производительность, что позволяет ему конкурировать с более современными аналогами.
Также в комплекте поставки присутствует специальный кабель, при помощи которого можно подключить телефон к телевизору для просмотра фото, видео и т.п.
Плюс ко всему в аппарате присутствует официальная оболочка N-Gage, что делает телефон особо привлекательным для игроманов.